# Ab Urbe Condita
|  | Per al terme llatí que significa «des de la fundació de la ciutat», vegeu Ab urbe condita. |

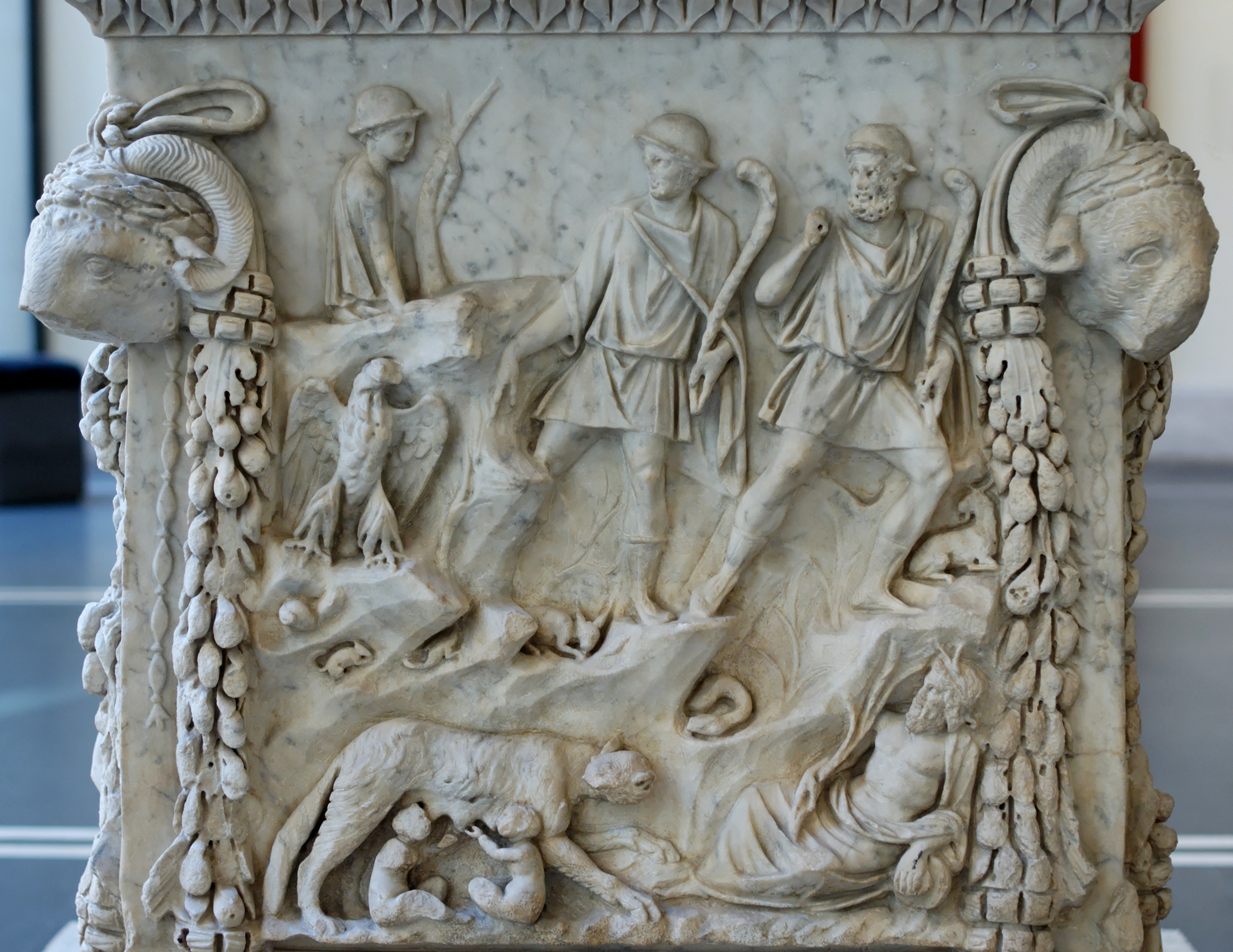
Històries de Livi I.4, en el mural d'un altar d'Ostia. El pare Tiber mira cap avall a la dreta mentre la lloba nacional nodreix Ròmul i Rem, fundadors de Roma, en el moment en què els pastors estan a punt de trobar-los. Se'n pot veure una de les cabres mentre que les imatges de petits animals denoten el caràcter silvestre del paratge. L'àguila hi és representada

Ab Urbe Condita Libri —sovint abreujat Ab Urbe Condita— és una monumental història de l'antiga Roma escrita en llatí per Titus Livi (59 aC - 17) la redacció de la qual deuria començar entre els anys 27 i 25 aC. El títol significa 'Llibres a partir de la fundació de la ciutat'.
L'obra cobreix des dels llegendaris temps d'Enees (unes quantes generacions abans de la llegendària fundació de Roma, fet que s'acostuma a situar en l'any 753 aC) fins al moment de la mort de Drus el Vell (esdevinguda l'any 9 aC durant el regnat d'August, l'època en què vivia Livi). De tota aquesta obra, només n'ha arribat una quarta part fins a l'actualitat.

## Contingut

### Corpus
Ab Urbe Condita Libri originàriament estava formada per 142 llibres o, com es diria actualment, capítols, dels quals, trenta-cinc (els llibres de l'1 al 10 amb el prefaci i els llibres del 21 al 45) han arribat pràcticament sencers. Els danys patits per un manuscrit del segle v fan que hi hagi grans llacunes en els llibres 41, 43 i 45, mentre que de llacunes petites n'hi ha a tot arreu.
Un palimpsest amb fragments del llibre 91 que contenia un miler de paraules es descobrí a la Biblioteca del Vaticà el 1772, com també, durant el segle xx s'han trobat a Egipte fragments en papir de passatges anteriorment desconeguts; en la dècada de 1980, van descobrir-se una quarantena de paraules sobre el llibre 11.

### Epítoms
Del llibre 1 se'n va fer epítom o resum, el qual es tornà a resumir al segle iv en les Periochae, que no són pas més que un índex de continguts; aquest document existeix avui dia. També es descobrí un epítom dels llibres 37-40 i dels 48-55 a Oxirrinc en un papir, danyat i incomplet, conservat avui dia al Museu Britànic. Gràcies a les Periochae, elaborades no pas a partir del text original sinó d'una edició abreujada, permeten fer-se una idea de les matèries de què va tractar Livi en els llibres perduts, excepte en el cas dels llibres 136 i 137.

### Cronologia
Llibres 1-5 – La llegenda de la fundació de Roma, incloent-hi la narració de l'arribada d'Enees a Itàlia, el període dels reis i els primers temps de la República fins a l'ocupació de la ciutat pels gals de Brennus (c. 753 aC – c. 386 aC)
Llibres 6-15 – La conquesta d'Itàlia (les guerres samnites) fins a l'inici del conflicte amb Cartago (els llibres 11-15 estan perduts) (c. 387 aC – 264 aC)
Llibres 16-30 – Les dues primeres guerres púniques (els llibres 16-20 estan perduts) (264 aC – 201 aC)
Llibres 31-45 – Les guerres macedòniques i altres accions militars a l'Orient fins al 167 aC (201 aC – 167 aC)
Aquests llibres estan perduts:
Llibres 46-70 – Des del 167 aC fins a l'esclat de la Guerra Social (90 aC)
Llibres 71-90 – Fins a la mort de Sul·la (90-78 aC)
Llibres 91-108 – La Guerra de les Gàl·lies (78-50 aC)
Llibres 109-116 – Des de l'inici de la Guerra entre Cèsar i Pompeu fins a la mort de Juli Cèsar (49-44 aC) 
Llibres 117-33 – Fins a la mort de Marc Antoni (44-30 aC)
Llibres 134-42 – El regnat d'August fins a l'any 9 aC

## Estil
Livi va escriure en una barreja de cronologia anual i narrativa, sovint havent d'interrompre un relat per anunciar les eleccions de nous cònsols. Collins defineix el mètode annalista com la menció dels càrrecs públics i el registre dels esdeveniments de cada any; aquells que més se n'han vist influïts són els que denominem annalistes. Ab Urbe Condita Libri és, doncs, una expansió dels fasti, la crònica pública oficial mantinguda pels magistrats, que fou una font primària per als historiadors romans.
La primera i la tercera dècades (ací per dècada entenem cada grup de deu llibres) estan tan ben escrites que Livi ha esdevingut un sine qua non de l'edat d'or del llatí clàssic; tanmateix, la qualitat del seu estil comença a decaure en els llibres posteriors; es contradiu i es fa repetitiu i verbós; així, sobre el llibre 91, Barthold Georg Niebuhr va dir que les repeticions eren tan freqüents en el petit espai de quatre pàgines i la prolixitat tan gran, que difícilment ens creuríem que es tracta d'una obra de Livi; aquest declivi de la qualitat de l'estil l'explicà suposant que l'autor s'havia fet vell i s'havia tornat loquaç, de tal manera que arriba a suposar que si els darrers llibres s'han perdut és perquè els copistes no tenien pas ganes d'elaborar exemplars d'una obra de tan mala qualitat.
Al llibre 9, seccions 17-19, es troba la primera ucronia coneguda: segons Livi, si Alexandre el Gran hagués viscut uns quants anys més i s'hagués dirigit a Occident per atacar Roma, els romans l'haurien vençut.

## Bibliografia

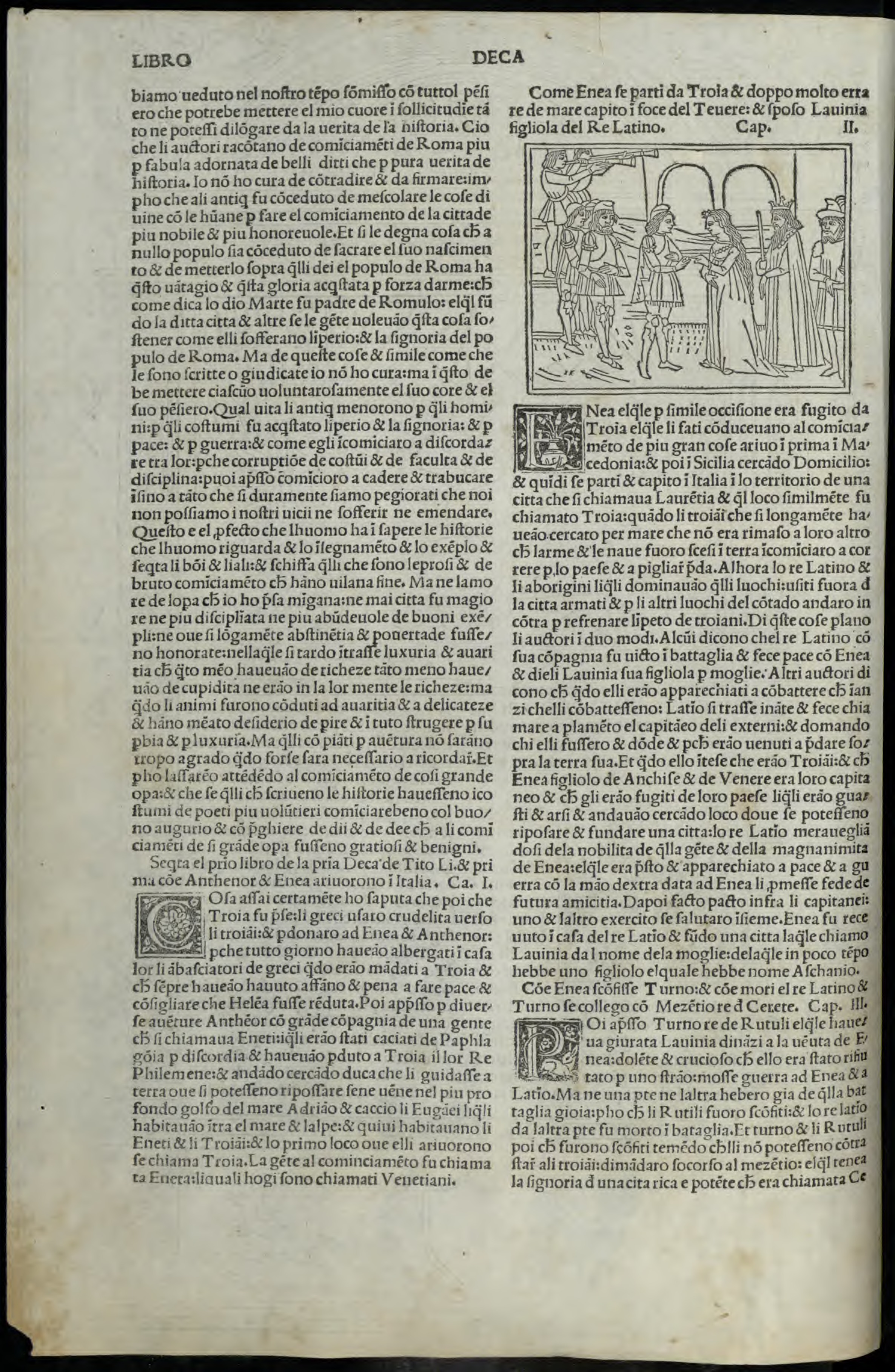
Ab urbe condita, 1493